# Tornado Kid e Sonnacchia
Tornado Kid e Sonnacchia (Ricochet Rabbit & Droop-a-Long) è una serie televisiva animata statunitense del 1964, creata e prodotta da Hanna-Barbera.
Nata come segmento di Magilla Gorilla, dove era affiancata anche da Gatto Bernardo e Topo Didì, la serie è apparsa successivamente in Peter Potamus.
La serie è stata trasmessa per la prima volta negli Stati Uniti d'America in syndication dal 14 gennaio 1964 al 4 dicembre 1966, per un totale di 23 episodi ripartiti su due stagioni. In Italia la serie è stata trasmessa su Rai 1 dal 31 luglio 1966.

## Trama
Ambientato nell'era dei film western, il coniglio Tornado Kid è lo sceriffo della cittadina di Hoop n Holler, assistito dal vice coyote Sonnacchia. Il loro compito è mantenere la pace, incarcerando qualsiasi criminale. Tornado Kid fedele al suo nome, è straordinariamente veloce e agile, capace di superare la velocità dei proiettili. Sonnacchia, invece, è molto più lento e ingannabile.

## Episodi
1. Atchinson Topeka & Sam Jose (Atchinson Topeka & Sam Jose)
2. Un buon cattivo ragazzo (Good Little Bad Guy)
3. Bambino abbandonato (Craddle Robber)
4. La vedova indifesa (West Pest)
5. Un film western (TV Show)
6. La vedova indifesa (Annie Hoaxley)
7. Ritorno a scuola (School Daze)
8. Il ladro selvaggio (Sheepy Wolf)
9. Il grande lavoratore (Big Thinker)
10. In due sono troppi (Two Too Many)
11. Il paese dei cattivi ragazzi (Bad Guys Are Good Guys)
12. Una nottata tranquilla (Itchy-Finger Gun Slinger)
13. Il succo magico (Clunko Bunko)
14. L'avvoltoio furioso (Slick Quick Gun)
15. Gus il fantasma (Mostly Ghostly)
16. Willy frusta (Will 'O The Whip)
17. Il gigante della montagna (Cactus Ruckus)
18. Una storia d'amore per lo sceriffo (Rapid Romance)
19. Pazzo, pazzo, pazzo, diavolo (El Loco, Loco, Loco, Loco, Diablo)
20. La grande città dell'est (Big Town Show Down)
21. Lo sceriffo spaziale (Space Sheriff)
22. Cappuccetto Rosso (Red Riding Ricochet)
23. Prigione dolce prigione (Jail Break-In)

## Personaggi e doppiatori
- Tornado Kid (in originale: Ricochet Rabbit), voce originale di Don Messick, italiana di Nando Gazzolo e Edoardo Nevola.
- Sonnacchia (in originale: Droop-a-Long), voce originale di Mel Blanc.